# Крестьянский сад
«Крестьянский сад» (нем. Bauerngarten) — пейзаж австрийского художника Густава Климта. Художник написал ещё два пейзажа с похожими названиями — «Крестьянский сад с подсолнухами» (1906) и «Крестьянский сад с распятием» (1912).
Всю площадь пейзажа пёстрым ковром плотно покрывают садовые цветы разных видов и оттенков. Именно так выглядели на рубеже веков модные сады в загородных домах на английский манер. Срезанные краями картины цветочные бутоны заставляют пейзаж выглядеть деталью живописного произведения большего размера. В подборе композиции пейзажа характерной для него квадратной формы художник пользовался «видоискателем» из картона с вырезанным квадратным окошком. Пейзаж обнаруживает композицию из треугольников, как в женских портретах Климта, например, Фритцы Ридлер, поэтому, как и «Подсолнух» и «Крестьянский сад с подсолнухами», климтоведы трактуют цветочный пейзаж как своеобразный портрет Эмилии Флёге.